# São Simão (Setúbal)
A Freguesia de São Simão é uma antiga freguesia portuguesa do Município de Setúbal, a qual tinha 21,62 km² de área e 7 239 habitantes (2011), e, por isso, uma densidade populacional de 334,8 hab/km².
Foi extinta em 2013, no âmbito de uma reforma administrativa nacional, tendo sido agregada à freguesia de São Lourenço, para formar uma nova freguesia denominada União das Freguesias de Azeitão (São Lourenço e São Simão).
Em conjunto com a vizinha Freguesia de São Lourenço forma a nova freguesia de Azeitão, que outrora foi vila e sede de município.
A Paróquia de São Simão tem sede na Igreja paroquial em Vila Fresca de Azeitão, construída em 1570 e onde se realiza desde 1723 a Festa/Romaria de Nossa Senhora da Saúde.

## População
| População da freguesia de São Simão | População da freguesia de São Simão | População da freguesia de São Simão | População da freguesia de São Simão | População da freguesia de São Simão | População da freguesia de São Simão | População da freguesia de São Simão | População da freguesia de São Simão | População da freguesia de São Simão | População da freguesia de São Simão | População da freguesia de São Simão | População da freguesia de São Simão | População da freguesia de São Simão | População da freguesia de São Simão | População da freguesia de São Simão |
| ----------------------------------- | ----------------------------------- | ----------------------------------- | ----------------------------------- | ----------------------------------- | ----------------------------------- | ----------------------------------- | ----------------------------------- | ----------------------------------- | ----------------------------------- | ----------------------------------- | ----------------------------------- | ----------------------------------- | ----------------------------------- | ----------------------------------- |
| 1864                                | 1878                                | 1890                                | 1900                                | 1911                                | 1920                                | 1930                                | 1940                                | 1950                                | 1960                                | 1970                                | 1981                                | 1991                                | 2001                                | 2011                                |
| 972                                 | 1 073                               | 1 235                               | 1 290                               | 1 415                               | 1 560                               | 1 446                               | 1 554                               | 1 538                               | 1 834                               | 2 122                               | 2 795                               | 3 477                               | 4 598                               | 7 239                               |

No censo de1864 figura Azeitão - S. Simão. Nos censos de 1878 a 1930 figura Vila Fresca de Azeitão. Pelo decreto-lei nº 27.424, de 31/12/1936, passou a ter a actual denominação, embora no censo de 1940 figure sob a designação de S. Simão de Azeitão
| Distribuição da População por Grupos Etários | Distribuição da População por Grupos Etários | Distribuição da População por Grupos Etários | Distribuição da População por Grupos Etários | Distribuição da População por Grupos Etários | Distribuição da População por Grupos Etários | Distribuição da População por Grupos Etários | Distribuição da População por Grupos Etários | Distribuição da População por Grupos Etários | Distribuição da População por Grupos Etários |
| -------------------------------------------- | -------------------------------------------- | -------------------------------------------- | -------------------------------------------- | -------------------------------------------- | -------------------------------------------- | -------------------------------------------- | -------------------------------------------- | -------------------------------------------- | -------------------------------------------- |
| Ano                                          | 0-14 Anos                                    | 15-24 Anos                                   | 25-64 Anos                                   | > 65 Anos                                    |                                              | 0-14 Anos                                    | 15-24 Anos                                   | 25-64 Anos                                   | > 65 Anos                                    |
| 2001                                         | 726                                          | 568                                          | 2 680                                        | 624                                          |                                              | 15,8%                                        | 12,4%                                        | 58,3%                                        | 13,6%                                        |
| 2011                                         | 1 400                                        | 698                                          | 3 961                                        | 1 180                                        |                                              | 19,3%                                        | 9,6%                                         | 54,7%                                        | 16,3%                                        |

Média do País no censo de 2001:  0/14 Anos-16,0%; 15/24 Anos-14,3%; 25/64 Anos-53,4%; 65 e mais Anos-16,4%
Média do País no censo de 2011:   0/14 Anos-14,9%; 15/24 Anos-10,9%; 25/64 Anos-55,2%; 65 e mais Anos-19,0%

## Património
- Palácio da Bacalhoa ou dos Albuquerques e Quinta da Bacalhoa, do Bacalhau ou da Condestablessa ou Villa Feyxe, Fraiche, Fréche ou Fresca, em Vila Fresca de Azeitão
- Cruz das Vendas
- Igreja de S.Simão